# Bistum Bunbury
Das Bistum Bunbury (lateinisch Dioecesis Bumburiensis, englisch Diocese of Bunbury) ist eine in Australien gelegene römisch-katholische Diözese mit Sitz in Bunbury.
Es wurde am 12. November 1954 aus dem Erzbistum Perth herausgetrennt, dem es seitdem als Suffraganbistum untersteht.

## Ordinarien
- Lancelot John Goody, Bischof von 1954 bis 1968, dann Erzbischof von Perth
- Myles McKeon, Bischof von 1969 bis 1982
- Peter Quinn, Bischof von 1982 bis 2000, Apostolischer Administrator bis 2001
- Gerald Holohan, Bischof von 2001 bis 2023
- Jerzy Kołodziej SDS, seit 2025

## Weblinks

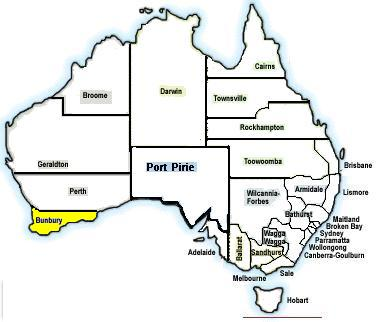
Bistum Bunbury